# Illicium ternstroemioides
Illicium ternstroemioides är en tvåhjärtbladig växtart som beskrevs av Albert Charles Smith. Illicium ternstroemioides ingår i släktet Illicium och familjen Schisandraceae. Inga underarter finns listade.